# Epoletnik afrykański
Epoletnik afrykański (Epomops franqueti) – gatunek ssaka z podrodziny Rousettinae w obrębie rodziny rudawkowatych (Pteropodidae).

## Taksonomia
Gatunek po raz pierwszy zgodnie z zasadami nazewnictwa binominalnego opisał w 1860 roku brytyjski zoolog Robert Fisher Tomes nadając mu nazwę Epomophorus franqueti. Holotyp pochodził z Gabonu. 
Takson strepitans z południowej Nigerii nie jest powszechnie akceptowany jako podgatunek, ponieważ wydaje się, że istnieją różnice ekoklinalne w obrębie E. franqueti, przy czym wielkość ciała wzrasta od zachodniej do środkowej Afryki. Autorzy Illustrated Checklist of the Mammals of the World uznają ten gatunek za monotypowy. 

### Etymologia
- Epomops: etymologia niejasna, Gray nie wytłumaczył znaczenia nazwy rodzajowej, być może nazwa pochodzi od rodzaju Epomophorus E.T. Bennett, 1836 (pagonowiec) i gr. ωψ ōps, ωπος ōpos „wygląd, oblicze”[9].
- franqueti: dr Franquet (brak daty urodzenia i śmierci) był pracownikiem Francuskiej Marynarki Wojennej. Tomes w pierwotnym opisie nie podał żadnego imionia, ale być może jest to ta sama osoba, co Francois Xavier Franquet, który w 1860 roku opublikował książkę zatytułowaną „La vaisseau patron: Solution du probleme de lorganisation du person matelot de la marine frangaise”[10].

## Zasięg występowania
Epoletnik afrykański występuje w zachodniej i środkowej Afryce od południowo-wschodniego Wybrzeża Kości Słoniowej na wschód do Sudanu Południowego i Ugandy oraz na południe do północnej Zambii i północnej Angoli.

## Morfologia
Długość ciała (bez ogona) samic 115–180 mm, samców 110–165 mm, długość ogona 0–1 mm, długość ucha 23–27 mm, długość tylnej stopy samic 21–25 mm, samców 24–28 mm, długość przedramienia samic 77–96 mm, samców 84–101 mm; masa ciała samic 61–130 g, samców 92–172 g. Epoletnik afrykański ma cechę charakterystyczną dla rodzaju Epomops, którą są białawe kosmyki włosów na barkach przypominające oficerskie epolety.. Wzór zębowy: I {\displaystyle {\tfrac {2}{2}}} C {\displaystyle {\tfrac {1}{1}}} P {\displaystyle {\tfrac {2}{3}}} M {\displaystyle {\tfrac {1}{2}}} = 28.

## Ekologia

### Tryb życia
Występuje w lasach i na terenach otwartych. Żywi się owocami, obejmując go wargami, dziurawiąc zębami i naciskając od dołu językiem wysysając w ten sposób sok. 

### Rozmnażanie
Rozmnażanie epoletnika afrykańskiego nie jest związane z porą roku. Samica po ciąży trwającej 3,5 miesiąca rodzi 1 młode.